# Morti nel 1380
| Questa pagina contiene informazioni ricavate automaticamente dalle voci biografiche con l'ausilio del template Bio e di un bot. L'aggiornamento è periodico e automatico e ricostruisce completamente la pagina. Se manca una persona in questa lista, sei pregato di non aggiungerla, ma accertati piuttosto che la sua voce biografica contenga il template Bio e che i dati anagrafici siano correttamente compilati. Se il template Bio manca, inseriscilo tu stesso o, in alternativa, metti l'avviso {{tmp\|Bio}} che ne segnala la mancanza. Se i dati riportati sono sbagliati, correggi direttamente la voce biografica; le modifiche saranno visibili in questa lista entro pochi giorni. Per chiarimenti vedi il progetto biografie. La lista contiene solo le 37 persone che sono citate nell'enciclopedia e per le quali è stato implementato correttamente il template Bio. Pagina aggiornata al 18 ago 2025. |

- 14 gennaio - Jan Očko z Vlašimi, cardinale e arcivescovo cattolico ceco
- 22 gennaio - Pietro Doria, ammiraglio italiano
- 25 gennaio - Nizamüddin Ahmed Pascià, politico ottomano (n. 1281)
- 6 aprile - Elisabetta di Slavonia, romana (n. 1352)
- 10 aprile - Manuele Cantacuzeno, bizantino
- 27 aprile - Margherita di Brabante, contessa (n. 1323)
- 29 aprile - Caterina da Siena, religiosa, teologa e filosofa italiana (n. 1347)
- 7 maggio - Butautas, nobile lituano
- 2 giugno - Rinaldo da Monteverde, condottiero italiano
- 13 luglio - Bertrand du Guesclin, generale francese (n. 1320)
- 26 luglio - Kōmyō, imperatore giapponese (n. 1322)
- 13 agosto - Vettor Pisani, ammiraglio italiano (n. 1324)
- 8 settembre - Aleksandr Peresvet, religioso russo
- 16 settembre - Carlo V di Francia, sovrano (n. 1338)
- 3 ottobre - Agapito Colonna, cardinale e vescovo cattolico italiano
- 7 novembre - Barnaba Malaspina, arcivescovo cattolico italiano
- 24 dicembre - Giovanni di Neumarkt, vescovo cattolico, umanista e politico boemo
- 29 dicembre - Elisabetta di Polonia, regina (n. 1305)
- Ala al-Din Ali, sultano (n. 1353)
- François Andrieu, compositore francese
- Atanasio delle Meteore, monaco cristiano bizantino
- Iacopo Bussolari, religioso italiano (n. 1312)
- Ludovico di Capua, cardinale italiano
- Peter Ceffons, filosofo e teologo francese (n. 1320)
- Stefano di Durazzo, nobile italiano (n. 1328)
- Enrico da Sessa, vescovo cattolico italiano
- Ranuccio Farnese, politico italiano (n. 1315)
- Francesco, vescovo cattolico italiano
- Giovanni II d'Asburgo-Laufenburg, nobile tedesco
- Guglielmo II Ruggero, nobile francese (n. 1290)
- Haakon VI di Norvegia, re (n. 1340)
- Ulrico IV di Hanau, nobile tedesco (n. 1330)
- Hu Weiyong, politico e funzionario cinese
- Inca Roca, sovrano inca (n. 1350)
- Mamaj, condottiero mongolo
- Francesco Morozzo, vescovo cattolico italiano
- Shams al-Dīn Abū ʿAbd Allāh Muḥammad ibn Muḥammad al-Khalīlī, astronomo siriano (n. 1320)